# Diathrausta
Diathrausta é um gênero de mariposa pertencente à família Crambidae.